# Knokkel

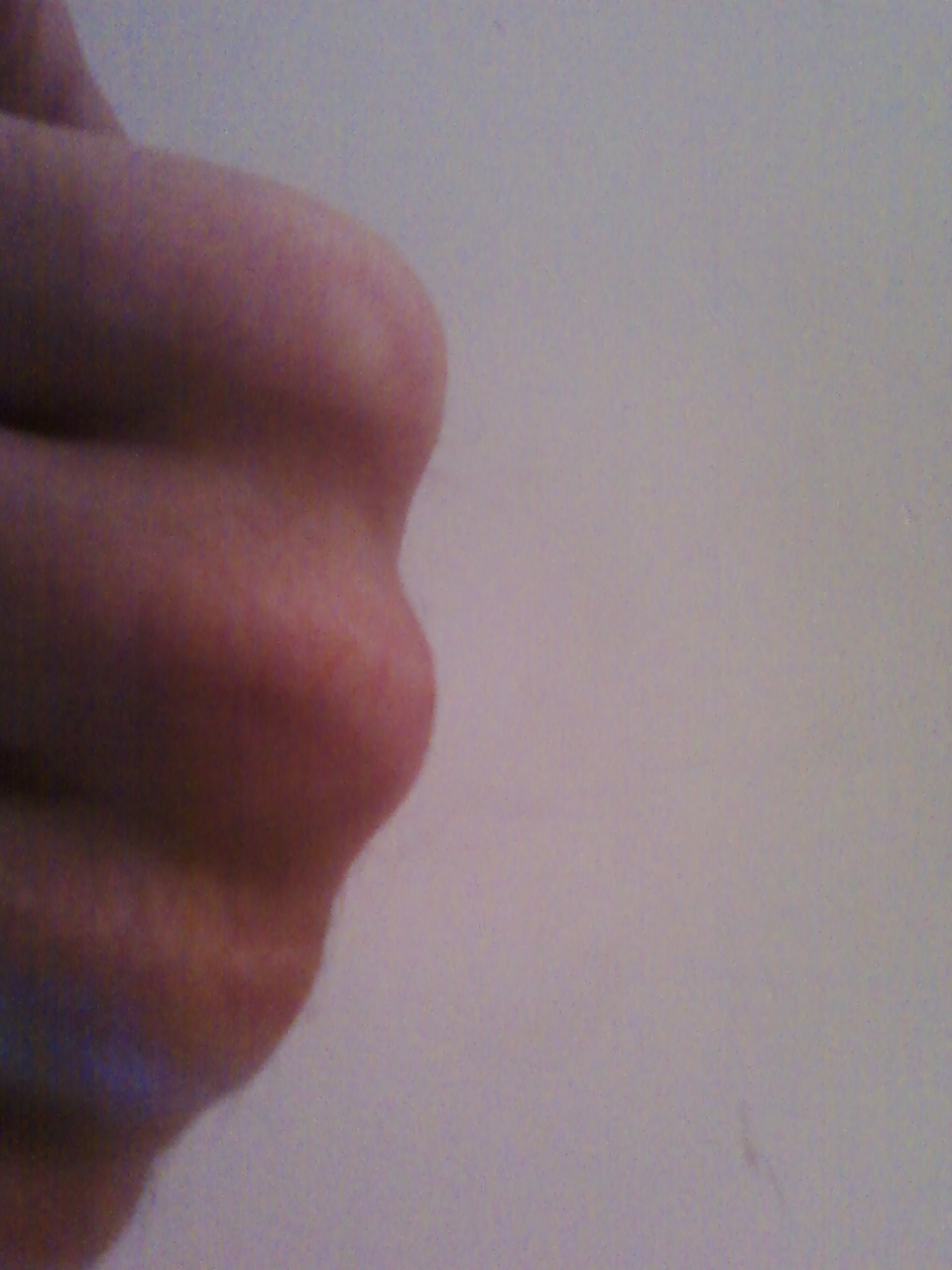
Knokkels van een hand

Een knokkel of kneukel is een plaats waar een vinger of teen kan bewegen dankzij de knokkelgewrichten. De knokkels worden goed zichtbaar als iemand een vuist maakt. Het woord is gerelateerd aan het woord knoken, dat 'botten' of 'beenderen' betekent, maar ook een verouderde benaming voor 'handen' is. De knokkels zijn de gewrichten tussen proximaal in de hand de middenhandsbeenderen en in de voet de middenvoetsbeenderen en distaal de proximale falangen. De proximale falangen in de vingers zijn de eerste vingerkootjes.
Het hoorbaar kraken van de knokkels wordt veroorzaakt door de synoviale vloeistof die het vacuüm vult dat door de beweging wordt veroorzaakt.
De knokkels en de ruimten ertussen kunnen worden gebruikt als een ezelsbruggetje om de duur van de maanden te onthouden. De knokkels komen met de lange maanden van eenendertig dagen overeen en de ruimte ertussen met de korte maanden van dertig dagen of met februari. Er zijn vier knokkels met drie laagtes daartussen. Dat is voor de duur van de eerste zeven maanden, dus tot en met juli. Daarna begin je opnieuw met augustus.